# District de Shangcheng
Pour les articles homonymes, voir Shangcheng.
Le district de Shangcheng (上城区 ; pinyin : Shàngchéng Qū) est une subdivision administrative de la province du Zhejiang en Chine. Il est placé sous la juridiction de la ville sous-provinciale de Hangzhou.

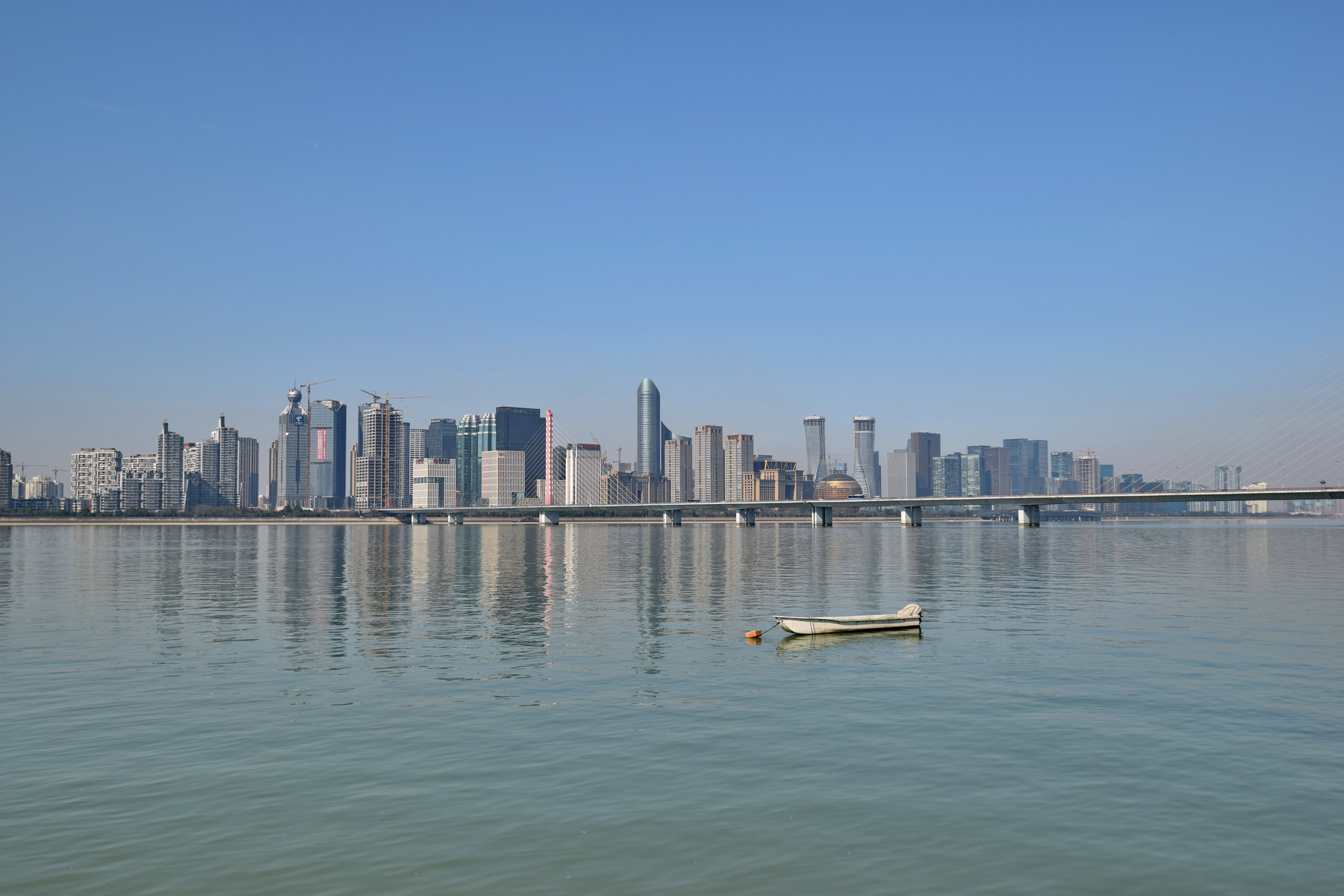
Vue depuis la rivière
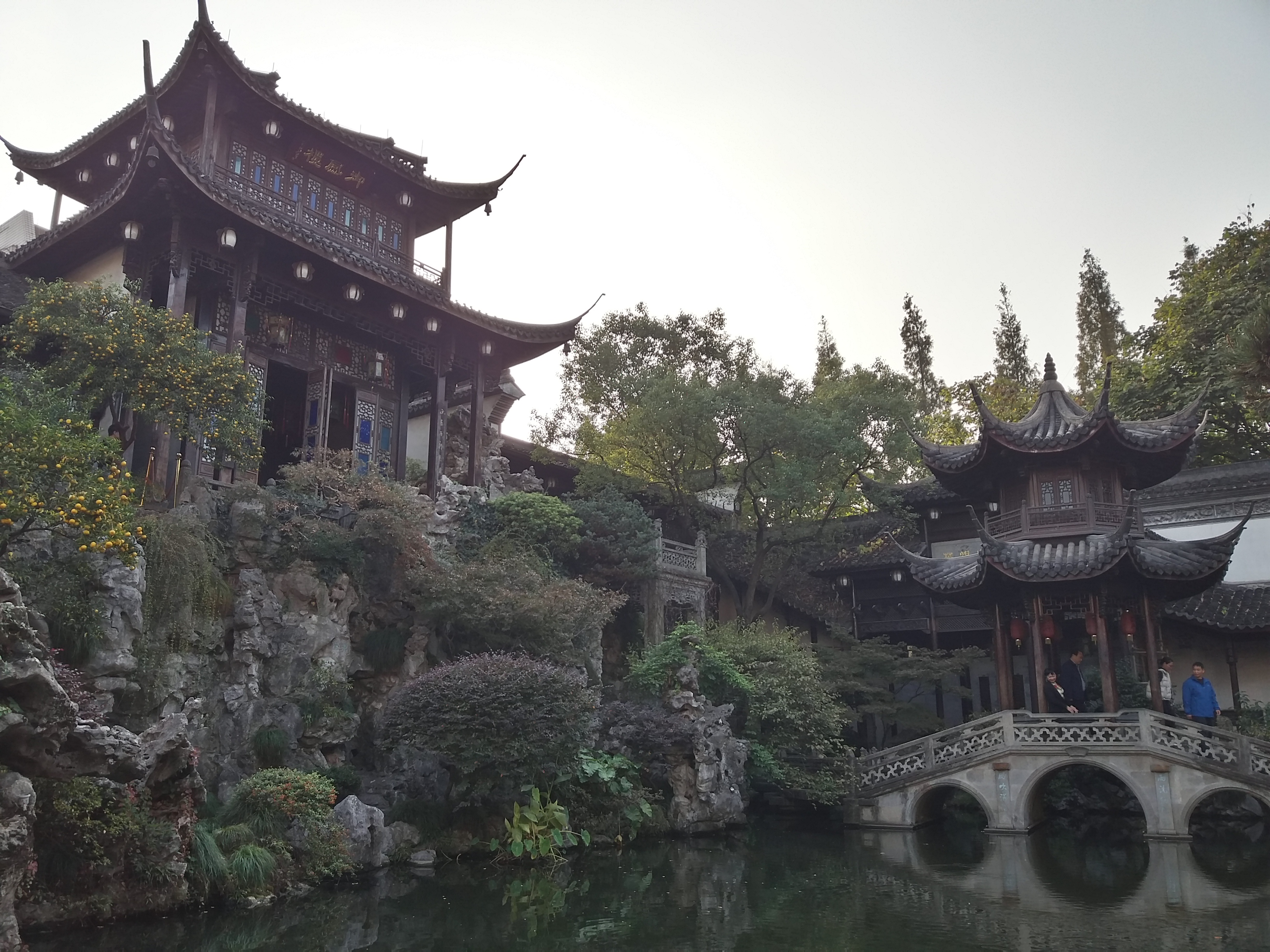
Ancienne résidence de Hu Xueyan (zh)
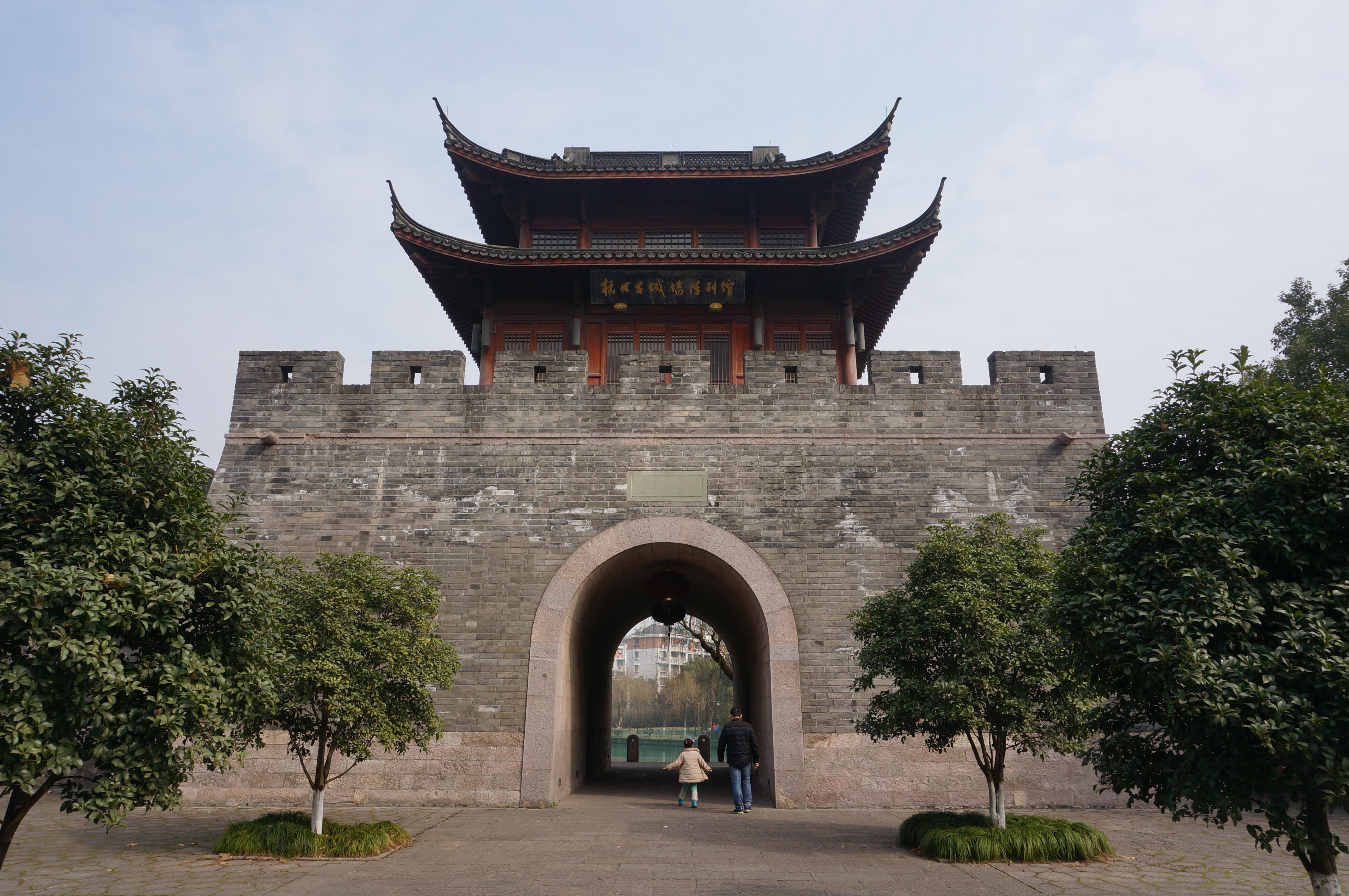
Porte Qingchuan (zh)
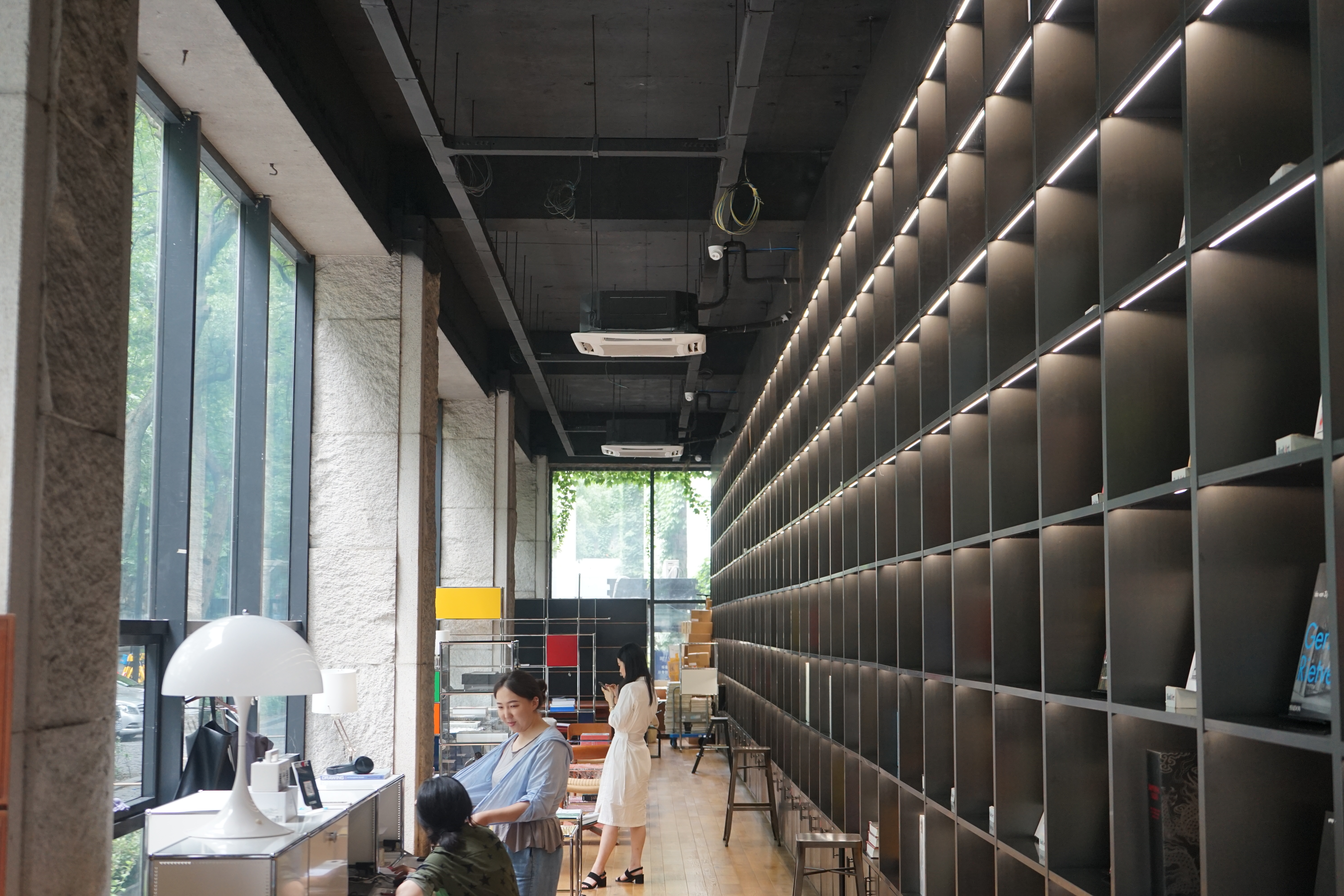
Académie des arts de Chine
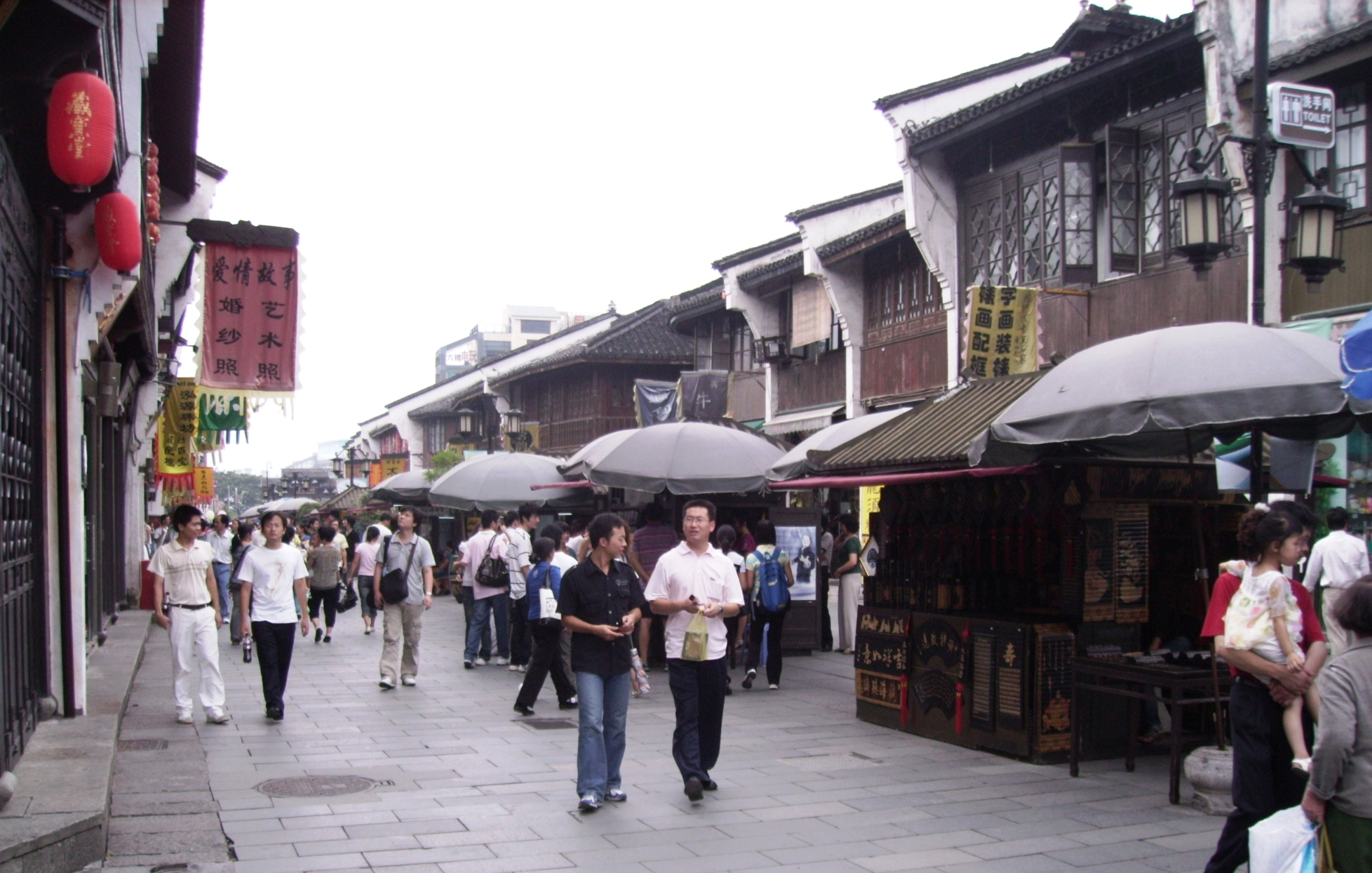
Quartier de Qinghefang (zh)